# 中野東站
中野東站（日语：／ Nakanohigashi eki */?）是位於廣島縣廣島市安藝區中野五丁目，西日本旅客鐵道（JR西日本）山陽本線的車站。車站位於廣島城市網絡內。
此站是在JR成立後啟用的請願車站。此站位於「安藝區中野」，瀨野川對岸是「安藝區中野東」，並位於鄰近安藝中野站東北方。

## 歷史
- 1989年（平成元年）8月11日 - JR山陽本線瀨野站至安藝中野站之間開設此站[1]。為請願車站。
- 1992年（平成4年）11月1日 - 綠色窗口開始營業[2]。
- 1998年（平成10年）4月1日 - 由JR西日本廣島MAINTEC（日语：JR西日本広島メンテック）負責車站業務，成為業務委託車站。
- 2007年（平成19年）
  - 5月30日 - 引入自動閘機（日语：自動改札機）。
  - 9月1日 - 此站可以使用ICOCA。
  - 10月1日 - 綠色窗口營業時間中加設中途休息時間。
- 2011年（平成23年）
  - 2月17日 - 在旅客資訊內加設月台編號，下行月台為1號月台，上行月台為2號月台。
  - 3月10日 - 無障礙化工程完成[3]。
- 2018年（平成30年）
  - 7月6日 - 發生2018年7月西日本豪雨使車站暫停服務。
  - 8月18日 - 此站至海田市站之間重開[4]。

## 車站構造
車站是一座設有跨站式站房的地面車站，設有2面2線的相對式月台。車站設有轉轍器和絶對信號機，被定義為停留所。各月台與跨站式站房之間設有兩條樓梯。
此站是由西條站管理，並委托JR西日本廣島MAINTEC負責車站業務，為業務委託車站。另外，此站位於JR特定都區市內制度中，「廣島市內」的車站。車站可以使用ICOCA與其互相可以使用的IC卡。

### 車站大樓概要
- 跨站式站房（沒有行人天橋）
- 1989年（平成元年）落成

### 車站大堂
- 1處閘口
- 1處櫃臺（綠色窗口）
- 2台自動閘機
- 2台舊型自動售票機
- 候車室
- 廁所（在2011年2月，設有男女廁，以及殘障人士廁所）
- LED式出發資訊牌（閘口、上下線也設有，1號月台與2號月台各設有1塊）

車站內沒有Kiosk。在車站啟用當初至1990年代前於閘口設有商店販賣酒精飲品及零食。現時只有2台自動販賣機。

### 月台
| 月台 | 路線     | 上下行 | 方向                 |
| ---- | -------- | ------ | -------------------- |
| 1    | 山陽本線 | 下行   | 廣島、岩國方向       |
| 2    | 山陽本線 | 上行   | 瀨野、西條、三原方向 |

※在車站啟用起長久以來並未設定月台編號，但是由於進行無障礙工程，於2011年2月17日設定月台編號。

## 使用狀況
- 以下數據是來自廣島市統計書。

| 年度                | 1日平均 乘車人次 |
| ------------------- | ---------------- |
| 1989年（平成 元年） | 2,081            |
| 1990年（平成02年）  | 2,534            |
| 1991年（平成03年）  | 2,848            |
| 1992年（平成04年）  | 3,010            |
| 1993年（平成05年）  | 3,305            |
| 1994年（平成06年）  | 3,338            |
| 1995年（平成07年）  | 3,456            |
| 1996年（平成08年）  | 3,469            |
| 1997年（平成09年）  | 3,406            |
| 1998年（平成10年）  | 3,375            |
| 1999年（平成11年）  | 3,307            |
| 2000年（平成12年）  | 3,192            |
| 2001年（平成13年）  | 3,227            |
| 2002年（平成14年）  | 3,115            |
| 2003年（平成15年）  | 3,111            |
| 2004年（平成16年）  | 3,038            |
| 2005年（平成17年）  | 3,039            |
| 2006年（平成18年）  | 3,012            |
| 2007年（平成19年）  | 2,982            |
| 2008年（平成20年）  | 2,836            |
| 2009年（平成21年）  | 2,790            |
| 2010年（平成22年）  | 2,827            |
| 2011年（平成23年）  | 2,810            |
| 2012年（平成24年）  | 2,815            |
| 2013年（平成25年）  | 2,810            |
| 2014年（平成26年）  | 2,683            |
| 2015年（平成27年）  | 2,745            |
| 2016年（平成28年）  | 2,674            |
| 2017年（平成29年）  | 2,667            |

乘車人數圖表

## 車站周邊

### 西出口
- 廣島市中野東站西出口單車等停車場
- 縣道274號瀨野船越線（安藝山陽道）
- 廣島國際學院大學 中野校園
- 廣島市立瀨野川中學（日语：広島市立瀬野川中学校）
- 安藝區公所中野出張所（與安藝中野站之間的地段）
- 中國電力瀨野川變電所

### 東出口
- 廣島市中野東站東出口單車等停車場
- 國道2號
- 廣島市立中野東小學
- 廣島市中野幼兒園
- 中野東兒童館
- 瀨野川醫院（日语：瀬野川病院）
- 東和電子廣島總部
- The・Mu（日语：大黒天物産） 中野東店
- Konan（日语：コーナン） 中野東店
- DAIKI（日语：ダイキ） 瀨野川店
- Marche 瀨野川店

## 相鄰車站
西日本旅客鐵道
 山陽本線
■快速「城市快車」（只有星期六及假日下行班次）、■快速「通勤快車」（只有平日早上下行班次）
通過
■普通
瀨野－中野東－安藝中野

## 注腳
1. 1 2  『平成2年版 交通年鑑』 交通協力會，1990年3月15日。
2. ↑  「JR時間表」1992年11月號、12月號
3. ↑  , 西日本旅客鐵道, 2011-02-16, （原始内容存档于2011-06-11）
4. ↑  .   [2020年3月27日]. （原始内容存档于2020年3月26日）.

## 外部連結
- 中野東｜車站資訊：JR出門網 - 西日本旅客鐵道